# ريا تازا (آراغاتسوتن)
مدينة ريا تازا (بالإنجليزية: Rya Taza)‏ هي إحدى المدن التابعة لمقاطعة آراغاتسوتن في أرمينيا. يقدر عدد سكانها بـ 551 نسمة حسب الإحصاء الذي جرى عام 2011.